# Quentin Nauroy
Pour les articles homonymes, voir Nauroy (homonymie).
Pas d'image ? Cliquez ici

a Compétitions nationales et continentales officielles uniquement.

Quentin Nauroy, né le 12 septembre 1990, est un joueur français de rugby à XIII et rugby à XV qui évolue au poste d'arrière, ou d'ailier. Il a joué une saison 2013/2014 avec le Saint-Estève XIII catalan. Il évolue maintenant au club de rugby de Givors depuis 2014 au poste d'ailier, arrière ou centre.

## Biographie
Après avoir évolué en équipe réserve du Saint-Estève XIII catalan, en devant le meilleur marqueur d'essai en une saison, Quentin Nauroy passe au rugby à XV et signe, pour la saison 2011-2012 un contrat pro avec l'US Oyonnax. Devenu champion de France de Pro D2 2012-2013 il revient au rugby à XIII et retourne à Saint-Estève XIII catalan.

## Palmarès
- Vainqueur du Championnat de France de Pro D2 en 2013